# Altavalle
Altavalle est une commune italienne d'environ 1 600 habitants située dans la province autonome de Trente dans la région du Trentin-Haut-Adige dans le nord-est de l'Italie. Elle est issue de la fusion de Faver, Grauno, Grumes et Valda le 1er janvier 2016.
Les communes limitrophes sont  Capriana, Cembra Lisignago, Salorno sulla Strada del Vino, Segonzano et Sover.